# هيو مكدد
هيو مكدد (بالإنجليزية: Hugh McDaid)‏ هو مدرب كرة قدم ولاعب كرة قدم بريطاني، ولد في القرن العشرين.